# 1992年バルセロナオリンピックのモロッコ選手団
1992年バルセロナオリンピックのモロッコ選手団（1992ねんバルセロナオリンピックのモロッコせんしゅだん）は、1992年7月25日から8月9日にかけてスペインのカタルーニャ州バルセロナで開催された1992年バルセロナオリンピックのモロッコ選手団、およびその競技結果。

## 概要
今大会は金メダル1個、銀メダル1個、銅メダル1個の合計3個のメダルを獲得した。

## メダル
| メダル | 選手名               | 競技       | 種目           |
| ------ | -------------------- | ---------- | -------------- |
| 金     | ハリド・スカー       | 陸上       | 男子10000m     |
| 銀     | ラシド・エルバシール | 陸上       | 男子1500m      |
| 銅     | モハメド・アティク   | ボクシング | 男子バンタム級 |